# Schlacht- und Viehhof München

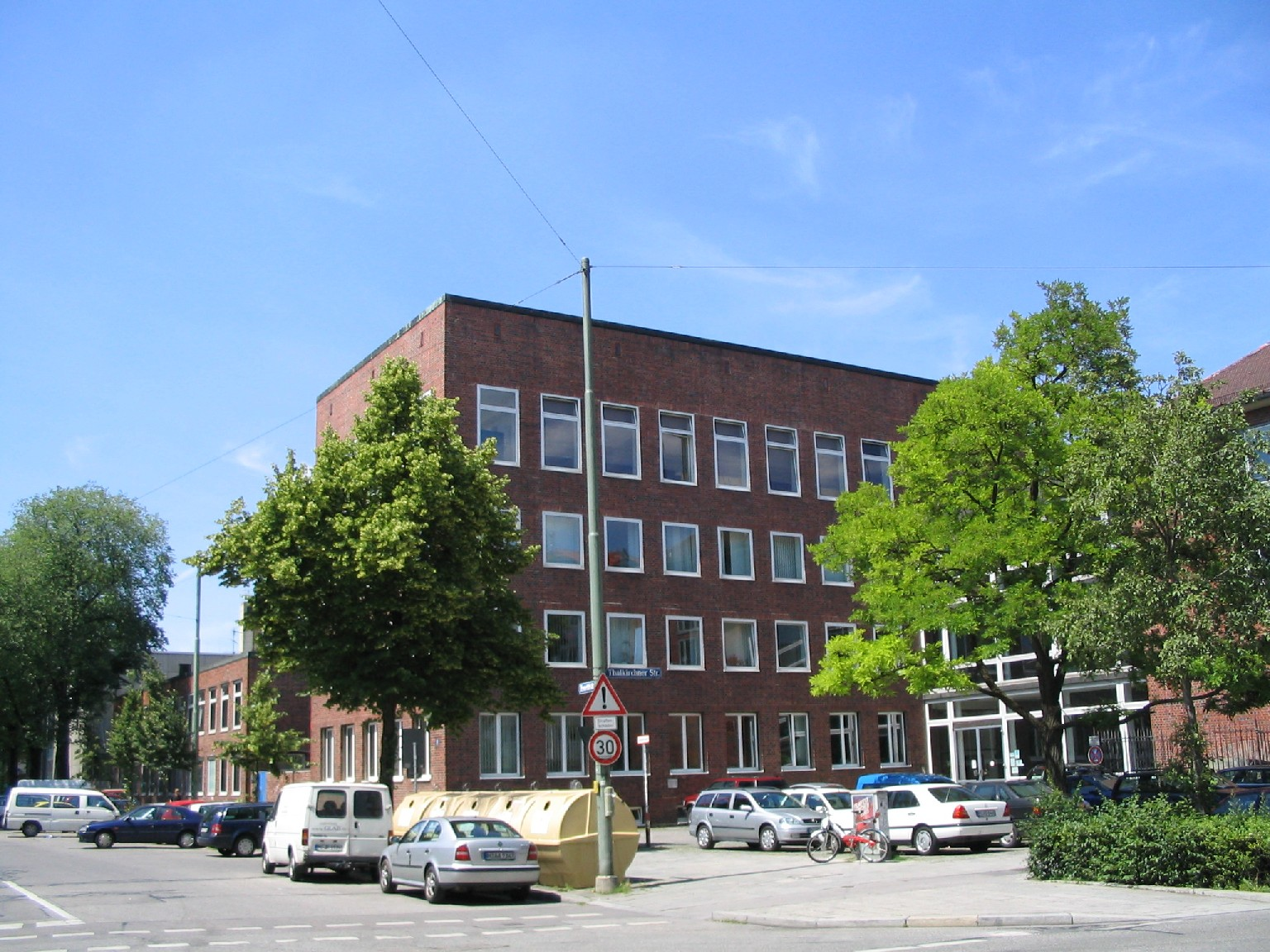
Schlachthof München, ehemaliges Direktionsgebäude

Der Schlacht- und Viehhof München ist eine Anlage zur Schlachtung und zum Großhandel für Lebensmittel im Münchner Stadtteil Isarvorstadt im Stadtbezirk 2 Ludwigsvorstadt-Isarvorstadt. Seit 2017 konkretisieren sich städtebauliche Umbaupläne für das gesamte Viehhof- und Schlachthofgelände hin zu einem neuen innerstädtischen Quartier.

## Geschichte
In München gab es bis zum Jahre 1878 zwei öffentliche Schlachthäuser, eines am Färbergraben und eines am Viktualienmarkt. Beide wurden von den „Bankmetzgern“ benutzt, die ihre Verkaufsstände am Viktualienmarkt hatten. Die übrigen Metzger und Gastwirte schlachteten zu Hause, teilweise in Hinterhöfen, die über die ganze Stadt verstreut waren.
Der Viehmarkt befand sich in der Herrnstraße. Der Auf- und Abtrieb der Tiere erfolgte durch die Straßen der Stadt, die dadurch stark verunreinigt wurden. Der Verkehr wurde behindert und die Passanten waren gefährdet. Probleme des Umweltschutzes – so würde man heute sagen – traten auf. Hinzu kamen Forderungen, die sich aus den neuen Erkenntnissen der Hygiene ergaben. Kranke Tiere, Schlachtabfälle und Abwasser bildeten eine ständige Gefahrenquelle.

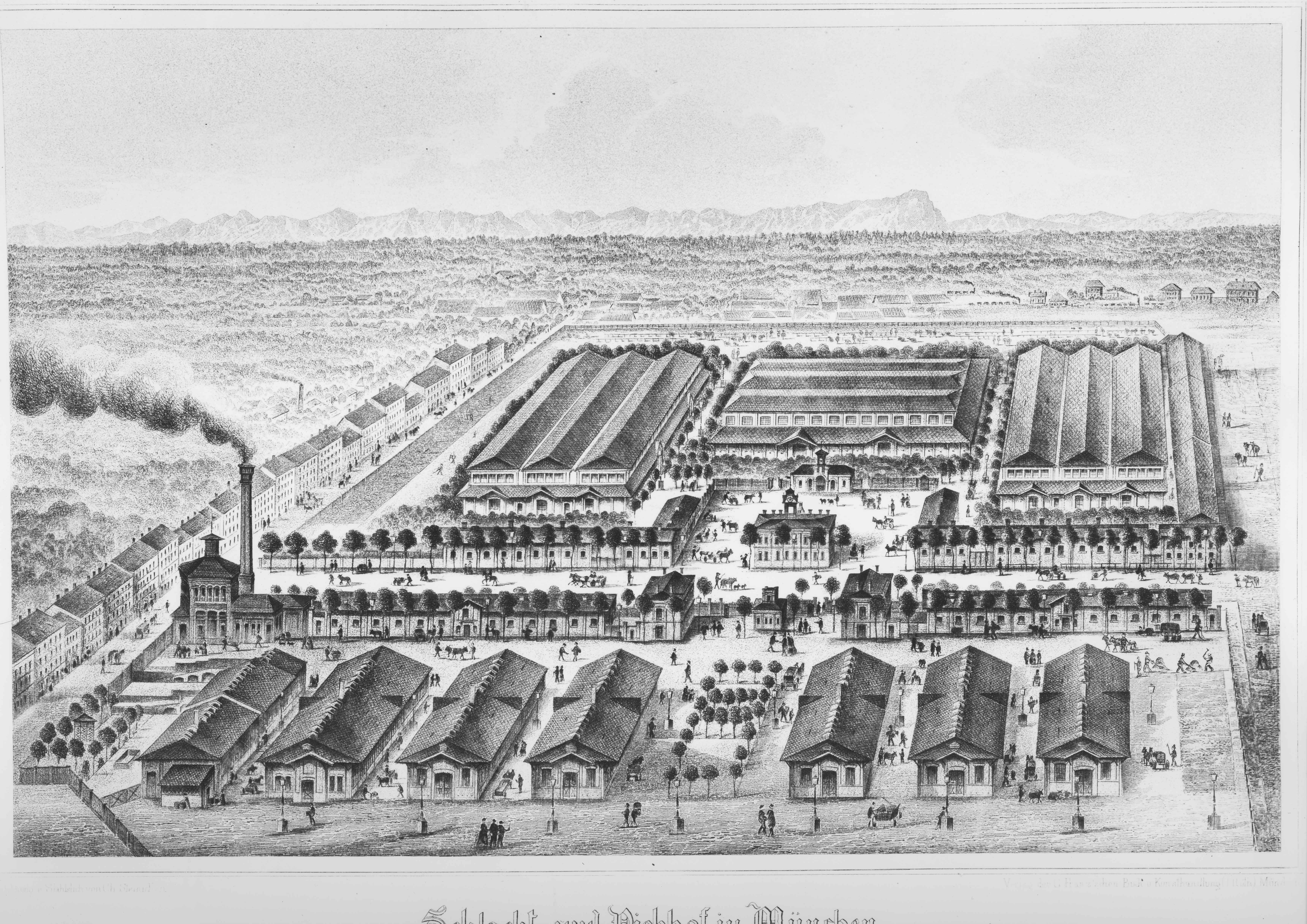
Schlachthof München, die Anfänge

Das verheerende Auftreten der Cholera im Jahre 1866, das in München viele Todesopfer forderte sowie die Forderungen des Hygienikers Max von Pettenkofer führten im Jahre 1871 zur Änderung des Polizeistrafgesetzbuches als Voraussetzung für die Schaffung zentraler kommunaler Schlachthöfe.

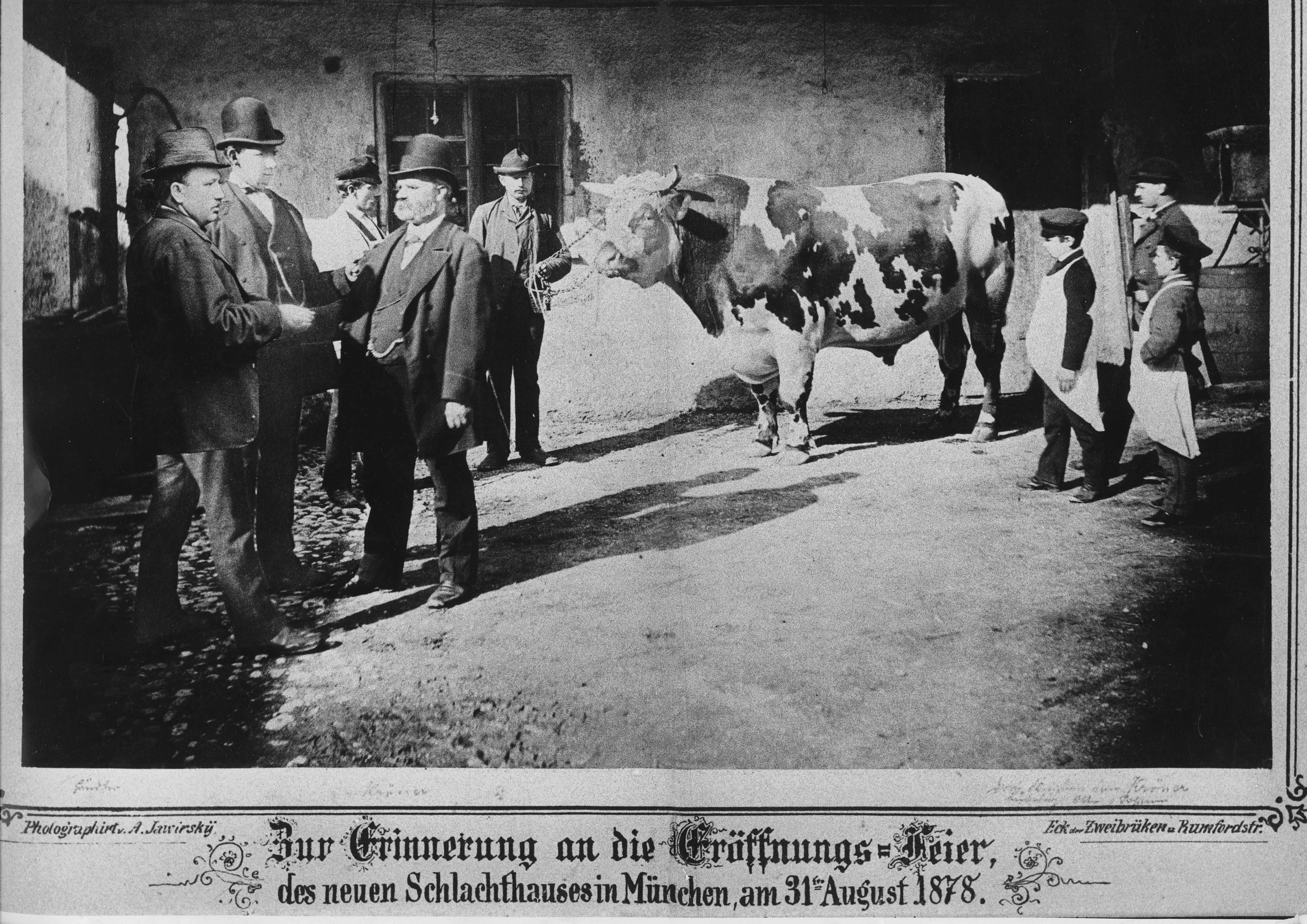
Eröffnung des Schlachthofs München 1878

Nach eingehender Prüfung der Standortvoraussetzungen (Bahnanschluss, Erweiterungsmöglichkeit, wasserrechtliche Probleme usw.) und unter Einbeziehung der neuesten Erkenntnisse der Hygiene wurde dann in den Jahren 1876 bis 1878 nach den Plänen des Stadtbaurates Arnold Zenetti der Schlacht- und Viehhof München errichtet.
Die ersten Kriegsjahre des Zweiten Weltkrieges überstand der Schlacht- und Viehhof München ziemlich unbeschadet. Dramatisch veränderte sich die Situation vom Jahre 1943 an. Die Luftangriffe wurden häufiger und heftiger. Ca. 65 Prozent der bebauten Fläche des Schlacht- und Viehhofs wurden zerstört.

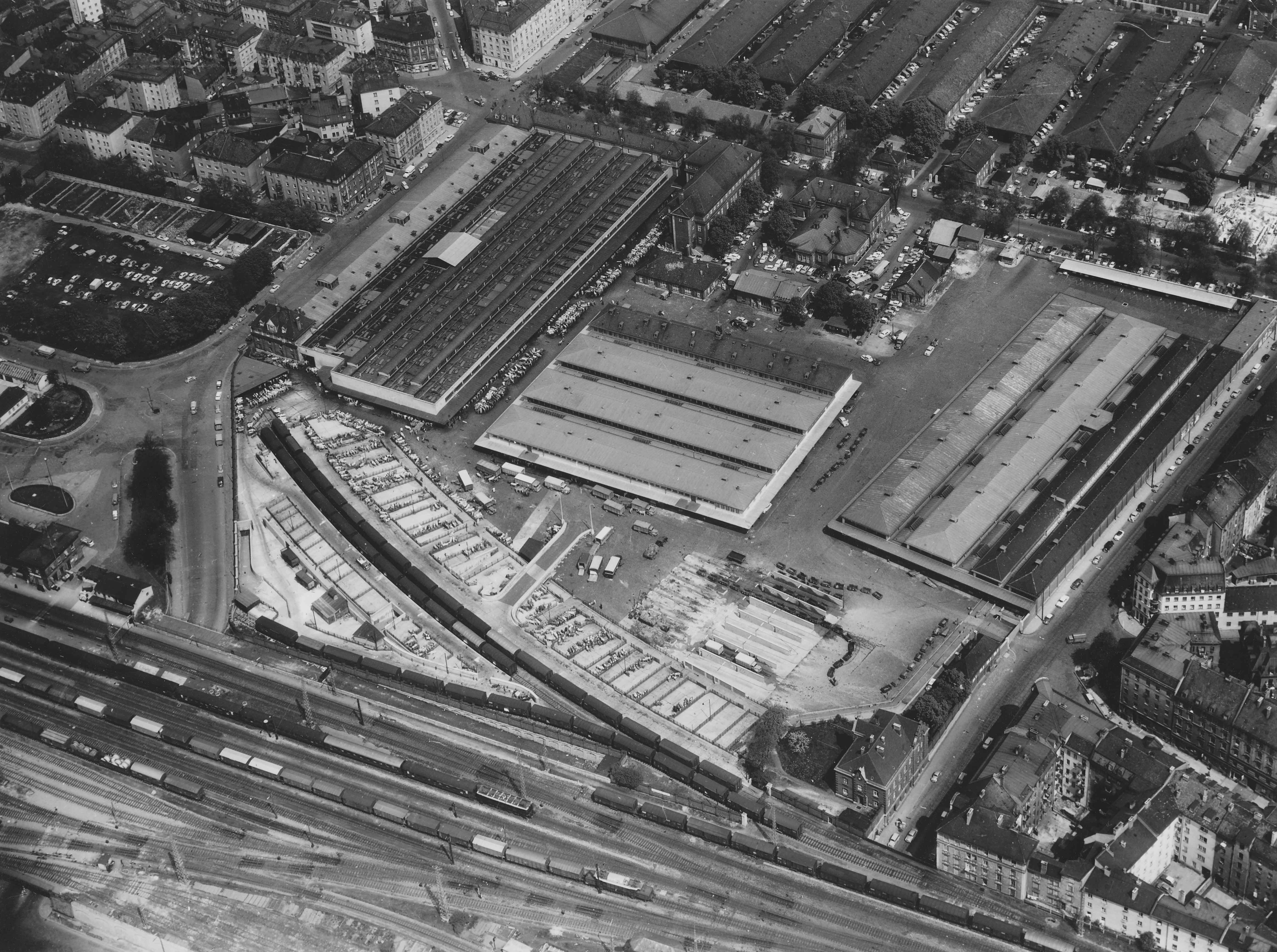
Luftbild 1962

Nachdem sich der Stadtrat 1964 für eine Erneuerung des Schlachthofes an der alten Stelle und damit gegen eine Verlagerung an den Stadtrand aussprach, wurden in den 70er Jahren unter anderem eine Rinderschlachthalle und Kuttelei, je ein Rinder- und Schweinekühlhaus und ein Fleischmarktgebäude neu errichtet.
Mit Sanierung der Schweineschlachtung (1987/89), der Großviehschlachtung (1990/92) und des Fleischmarktes (1995/96) wurden die drei Kernbereiche auf den aktuellen Stand der Technik und Hygiene gebracht. Flankiert werden sie von einer Vielzahl von brancheneinschlägigen Handels- und Handwerksbetrieben mit multikultureller Angebotspalette.

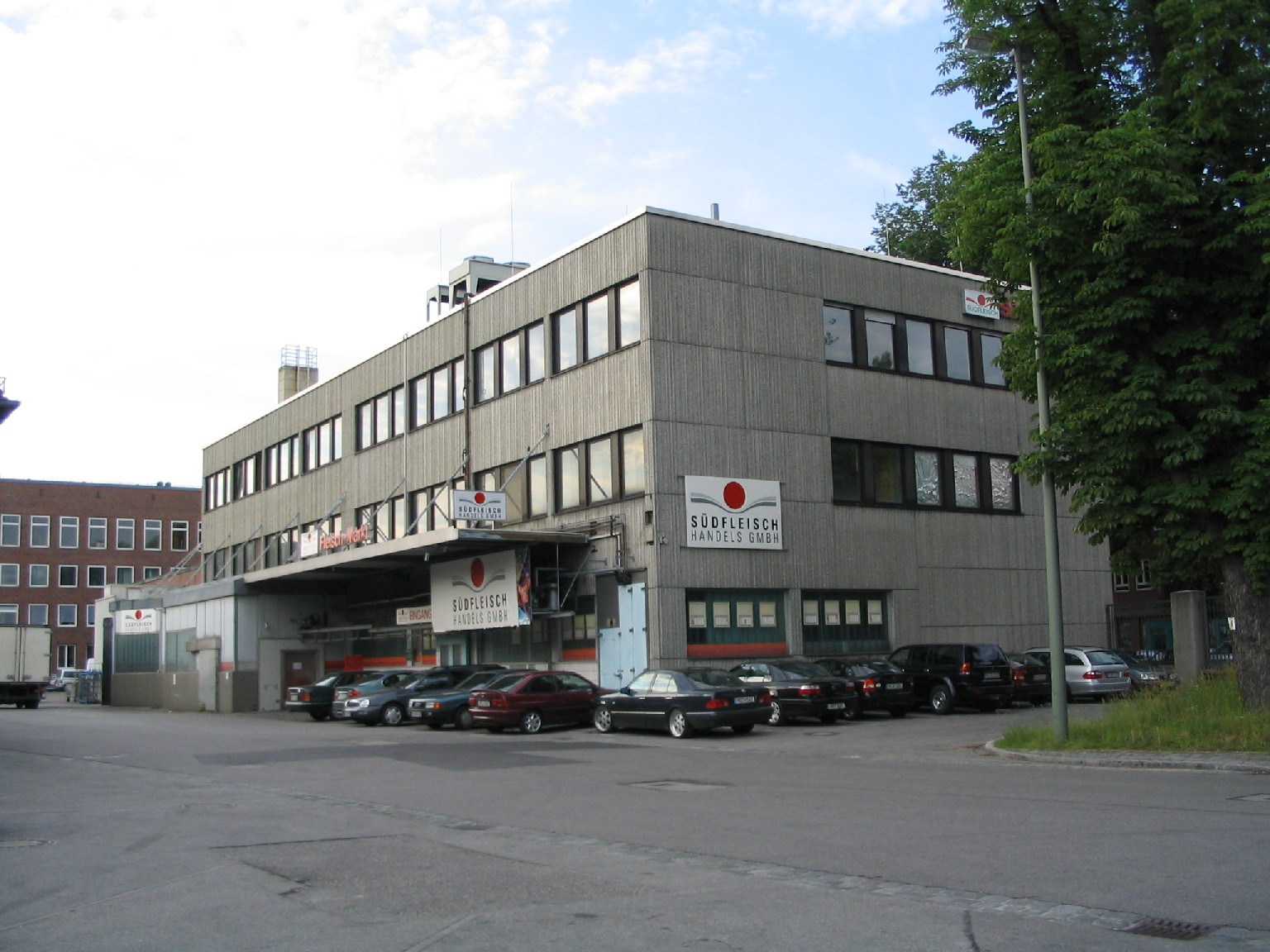
Schlachthof München, Südfleisch

Im Zuge der Auflösung der Direktion des städtischen Veterinärwesens im Jahr 1996 blieben der Betrieb Schlacht- und Viehhof, die Abteilung Amtlicher Tierarzt, die Aufgaben der Tierkörperbeseitigung und Speiseabfallentsorgung sowie die Kreisverwaltungs- und Kreisaufgaben bezüglich des Tierschutz- und Tierseuchengesetzes in einer Organisationseinheit als „städtischer Schlacht- und Viehhof“ zusammengefasst, das Veterinäramt wurde eine eigene Dienststelle.
Nach Privatisierung der Rinderschlachtung am 1. April 2000 und Privatisierung der Schweineschlachtung am 1. April 2004 wurde der städtische Schlacht- und Viehhof am 1. Januar 2005 in den Eigenbetrieb Schlachthof München übergeführt, dessen Schwerpunkt auf dem branchenspezifischen Flächen- und Objektmanagement liegt. 2006 fand der letzte Münchner Pferdemarkt statt. Am 1. Januar 2007 fusionierte der Schlachthof München mit der Großmarkthalle München unter dem neuen Namen Märkte München (früher Markthallen München) zu einem gemeinsamen Eigenbetrieb.

## Verwaltung
Der Schlacht- und Viehhof als Teil des Eigenbetriebs Märkte München wird vom Kommunalreferat betreut. Die Kommunalreferentin Jacqueline Charlier ist gleichzeitig Erste Werkleiterin und bestimmt die wirtschaftspolitische Richtung.
Der Schlachthof München wird aus historischen und kommunalpolitischen Gründen als kommunaler Betrieb geführt. Andere Schlachthöfe in Deutschland werden als Regiebetriebe, Eigenbetriebe, GmbHs (rein städtisch oder mit Beteiligung), Genossenschaften (der ansässigen Firmen) oder als reine Privatfirmen betrieben. Einen Schlachthof zu betreiben ist nicht gesetzliche Pflichtaufgabe einer Kommune, daher gibt es auch die oben genannten verschiedensten Rechtsformen.
Die Nutzung des Schlachthofgeländes für Schlachtbetriebe, Mieter und Einkäufer ist durch die Benutzungssatzung geregelt.
Die verschiedenen Gebühren und Mieten für Gebäude, Parkplätze, Büros und weiteres richten sich nach der Gebührensatzung bzw. nach den entsprechenden Mietverträgen.

## Wirtshaus im Schlachthof
Das Wirtshaus im Schlachthof (Zenettistraße 9) ist ein Rohbacksteinbau im Stil der Neurenaissance. Es wurde 1876–78 von Arnold Zenetti erbaut. Gemeinsam mit dem dahinter liegenden Rest einer Backsteinmauer mit Eisengitter und Tor steht es als Baudenkmal unter Denkmalschutz, siehe auch Liste der Baudenkmäler in der Isarvorstadt.
Seit den Dreharbeiten zur Fernsehserie Zur Freiheit ist das Wirtshaus im Schlachthof ein beliebter Kulturtreffpunkt. Für das Fernsehen wurden bzw. werden hier die Jugendsendung Live aus dem Schlachthof, die Kabarettreihe Ottis Schlachthof mit Ottfried Fischer, deren Nachfolgesendung Schlachthof, und die R&B-Show, eine von Susanne Rohrer und Christiane Brammer moderierte Musiksendung, produziert.

## Sonstiges
- Im Schlachthof München wird, neben der (immer geringer werdenden) Schlachtung, vor allem Großhandel mit Fleisch, Geflügel, Fisch und Feinkost betrieben.
- Das Gebiet des Stadtteils Isarvorstadt nördlich der Bahnlinie wird auch Schlachthausviertel oder Schlachthofviertel genannt.
- Der Schlachthof und die Großmarkthalle werden zusammen auch als „Bauch von München“ bezeichnet
- Von 1876 bis 2006 fand hier der Münchner Pferdemarkt statt.

## Neugestaltung des Viehhof- und Schlachthofgeländes
Seit 2017 konkretisieren sich die städtebaulichen Umbaupläne für das Viehhof- und Schlachthofgelände. Auf dem 7,1 Hektar großen Gelände zwischen Zenettistraße, Tumblingerstraße, Thalkirchener Straße und den Bahngleisen sehen die Planungen des Frankfurter Architekturbüro Speer & Partner eine schrittweise Entwicklung hin zu einem neuen kleinen Stadtviertel vor.
Auf dem Viehhofgelände ist Platz für den 2021 abgeschlossenen Neubau des Volkstheaters entstanden. Der Erbbauvertrag des Schlachthofes läuft erst 2040 aus. Die LKW-Waschanlage des Schlachthofes wird vom Viehhofgelände auf das Schlachthofgelände umgezogen.
In einem zweiten Schritt sollen ab Mitte der 20er Jahre auf 38.500 Quadratmetern Geschossfläche Wohnungen gebaut werden. Die 40 bisher auf dem Gelände vertretenen Firmen werden innerhalb des Geländes auf 16.500 Quadratmeter Geschossfläche umgesiedelt. Einzelne Bauten bleiben aus Gründen des Denkmalschutzes erhalten. Im Süden wird ein 18.500 Quadratmeter großer Park mit Lärmschutzwand entlang der Bahngleise entstehen.
Der Masterplan von 2019 sieht eine dichtere Wohnbebauung in sechsstöckigen Gebäuden vor, so dass 600 statt 400 Wohnungen entstehen sollen. Die städtischen Wohnungsbaugesellschaften und wohl auch private Wohnungsbaugenossenschaften sollen die Neubauten erstellen und damit möglichst viel innerstädtischen sozialen Wohnungsbau ermöglichen.
Ende Oktober 2021 wurde das neugebaute Volkstheater auf 18.000 Quadratmeter Geschossfläche eingeweiht. An der Kreuzung zur Ruppertstraße wird sich die Einfahrt in eine Quartiers-Tiefgarage befinden. Entlang der Ruppertstraße werden in einer späteren Bauphase eine Sporthalle, ein Stadtteilkulturzentrum, eine Schule und ein Kinderhaus hin zum Kreisverwaltungsreferat entstehen. Jenseits der Bahngleise wird ein privater Investor eine neue Großmarkthalle bauen.